# 兩面宿儺
兩面宿儺（日语：／ ryōmen sukuna）是上古仁德天皇的時代，出現在飛驒的異形之人、鬼神。根據《日本書紀》，是被武振熊討伐的凶賊。
除了《日本書紀》，岐阜縣也有相關傳承，有兩張臉、四隻手，有許多記述與《日本書紀》相異。在岐阜縣的在地傳承中，兩面宿儺是退治毒龍、建立寺廟的豪族。

## 《日本書紀》
仁德天皇65年條，有关于兩面宿儺的記載：

六十五年 飛驒國有一人 曰宿儺 其為人 壹體有兩面 面各相背 頂合無項 各有手足 其有膝而無膕踵 力多以輕捷 左右佩劒 四手並用弓矢 是以 不随皇命 掠略人民爲樂 於是 遣和珥臣祖難波根子武振熊而誅之
兩面宿儺是頭有前後兩個臉，擁有四手四足的異人。這類異形，和被神功皇后消滅的羽白熊鷲、《日本書紀》《風土記》的土蜘蛛同樣，被視為對不服王化的勢力的蔑視性描述。一般認為仁德記的記述反映，大和王權的勢力和飛驒地方的豪族接觸之後，在5世紀將之征服的事實。

## 岐阜縣
在《日本書紀》是違逆皇命的凶賊，但在飛驒至美濃的舊飛驒街道沿線，有兩面宿儺是寺院開基的豪族或退治毒龍的傳說。

## 作品等
- 兩面宿儺（豊田有恒、ハヤカワ文庫）
- 宗像教授傳奇考（星野之宣）
- 日本漫畫靈異教師神眉第216回、第217回
- 咒術迴戰

## 脚注
1. ↑  《日本書紀》仲哀天皇九年
2. ↑  《岐阜県史 通史編古代》第1章第1節。